# Khaled Mouelhi
Khaled Mouelhi (* 13. Februar 1981 in Tunis) ist ein ehemaliger tunesischer Fußballspieler und derzeitiger -trainer. Der Mittelfeldspieler, der an den Olympischen Spielen 2004 teilnahm, gewann 2007 mit Lillestrøm SK den norwegischen Pokal.

## Werdegang

### Karrierestart in Tunesien
Mouelhi spielte zwischen 2002 und 2005 mit dem Tuniser Verein Club Africain in der Nationale A. Mit der Mannschaft erreichte er 2003 das Endspiel um das Prince Faisal ibn Fahad Tournament, das gegen den saudi-arabischen Klub Al-Ahli mit einer 0:1-Niederlage endete. Im selben Jahr blieb ihm auch im Landespokal ein Titel verwehrt, Stade Tunisien setzte sich ebenfalls durch einen 1:0-Erfolg durch. Im selben Jahr debütierte er beim 2:2-Unentschieden gegen die ghanaische Landesauswahl in der tunesischen Nationalmannschaft.
2004 nahm Mouelhi als Kapitän der tunesischen Olympiamannschaft am Fußballwettbewerb teil. Mit der Mannschaft schied er nach jeweils einem Sieg, einem Unentschieden und einer Niederlage als Dritter in der Gruppenphase aufgrund des schlechteren Torverhältnisses gegenüber der australischen U-23-Auswahl aus.

### Wechsel nach Norwegen

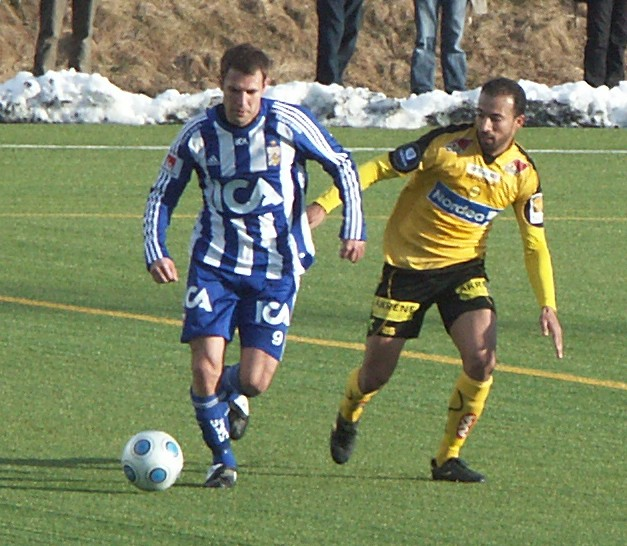
Mouelhi (r.) im Zweikampf mit Stefan Selakovic vom IFK Göteborg

Im Sommer 2005 wechselte Mouelhi nach Norwegen zu Lillestrøm SK. Der Wechsel verursachte einigen Trubel, da Mouelhis Spielerberater bei der FIFA gegen die Vertragsunterzeichnung klagen wollte. Mit der von Uwe Rösler betreuten Mannschaft um Spieler wie Magnus Powell, Claus Reitmaier und Arild Sundgot erreichte er im Herbst das Pokalfinale, das trotz seines Treffers zum zwischenzeitlichen 1:1 mit 2:4 gegen Molde FK verloren ging. In der Royal League 2005/06 zog er mit der Mannschaft ebenfalls ins Endspiel ein, das durch ein Tor von Razak Pimpong mit einer 0:1-Niederlage gegen den FC Kopenhagen endete.
Nachdem Mouelhi anfangs nur unregelmäßig zum Einsatz gekommen war, konnte er sich unter Trainer Tom Nordlie ab der Spielzeit 2007 trotz zweier Platzverweise im Saisonverlauf im defensiven Mittelfeld des Klubs aus Lillestrøm etablieren. Erneut erreichte er mit dem Klub das Endspiel um den norwegischen Pokal. Durch zwei Tore des Kanadiers Olivier Occéan wurde FK Haugesund bezwungen. In der anschließenden Spielzeit kam er in 24 der 26 Saisonspiele zum Einsatz und trug mit einem Tor und einer Torvorlage zum Klassenerhalt des Klubs, der auf den zwölften Tabellenrang abrutschte, bei. Auch in den folgenden Jahren reüssierte er mit dem Klub im hinteren Tabellendrittel, zeitweise verlor er dabei seinen Stammplatz.

### Rückkehr nach Tunesien
Nach Ende der Spielzeit 2010 kehrte Mouelhi nach Tunesien zurück und schloss sich mit Wirken vom 1. Januar 2011 Espérance Tunis an. Mit dem Klub entschied er am Ende seiner ersten Halbserie die tunesische Meisterschaft für sich, zudem erreichte er mit ihm die Endspiele um die CAF Champions League. Beim 0:0-Unentschieden im Hinspiel gegen Wydad Casablanca stand er die komplette Spieldauer auf dem Spielfeld, beim 1:0-Erfolg durch ein Tor des Ghanaers Harrison Afful im Rückspiel trug er als Einwechselspieler kurz vor Schluss zum Titelgewinn bei. Durch den Gewinn des Landespokals wurde das Triple perfekt gemacht. Während er mit der Mannschaft im folgenden Jahr den tunesischen Meistertitel verteidigte, zog sie erneut ins Endspiel um die Champions League ein. Trainer Nabil Maâloul setzte ihn zwar dieses Mal in beiden Spielen über die komplette Spieldauer ein, es setzte sich jedoch al Ahly Kairo durch.
Nach dem Gewinn zweier weiterer Meisterschaften beendete er im Jahr 2014 seine Karriere.

### Trainerlaufbahn
Nach dem Ende seiner aktiven Laufbahn arbeitete Mouelhi zunächst als Sportdirektor bei seinem letzten Klub Espérance Tunis. Im August 2015 wurde er dort Assistenztrainer unter Ammar Souayah. Am Ende der Saison 2015/16 gab er diesen Posten wieder auf. Anfang Oktober 2016 wurde er Cheftrainer von EO Sidi Bouzid, wurde nach zwei Monaten jedoch wieder entlassen. Von Dezember 2018 bis Februar 2019 trainierte er die Mannschaft von Erstligist JS Kairouan.